# 大平善梧
大平 善梧（おおひら ぜんご、1905年9月19日 - 1989年3月10日）は、日本の法学者。専門は国際法。学位は、法学博士（慶應義塾大学・論文博士・1960年）。一橋大学名誉教授、青山学院大学名誉教授。キリスト教徒であり青山学院大学学長も務めた。従三位勲二等瑞宝章。妻は宮城県会議長・南條秀夫の長女。

## 経歴
1905年、福島県会津若松市で生まれた。1923年3月、 会津中学校を卒業して小樽高等商業学校（現小樽商科大学）に入学。1926年3月に小樽高等商業学校を卒業し、東京商科大学（現一橋大学）に進んだ。1929年3月に同校を卒業。
卒業後は、1929年7月より母校である東京商科大学の補手に着任。1930年11月、高等試験司法科試験に合格。1931年10月、東京商科大学助手となった。東京商科大学在学中には、民法の岩田新門下であったが、中村進午の国際法講座を引き継いだ。第二次世界大戦開戦後東亜研究所や外務省条約局嘱託として中国租界の国際法上の地位を担当した。

### 戦後
戦後は国際政治学についても射程に入れ、日本国際政治学会設立にも参画。のちに同学会名誉理事に推挙された。安保闘争では、安保法案推進の立場から論を展開し注目を集めた。1960年3月、慶應義塾大学に学位論文『安全保障と国際法』を提出して法学博士号を取得。
1969年に一橋大学を定年退職し、その後は青山学院大学学長となった。在職中には、機動隊を投入し大学闘争を鎮圧した。1989年に死去した。青山学院大学礼拝堂で葬儀が執り行われ、細谷千博が葬儀委員長を務めた。

### 職歴
- 1931年10月 東京商科大学助手。
- 1935年7月 東京商科大学予科教授。
- 1936年12月 東京商科大学助教授兼東京商科大学予科教授。
- 1942年8月 東京商科大学教授兼東京商科大学予科教授。
- 1951年4月 一橋大学法学部教授。
- 1959年4月 一橋大学法学部長（1961年3月まで）。
- 1969年3月 一橋大学定年退官、一橋大学名誉教授。4月 青山学院大学法学部教授。
  - 7月 青山学院大学学長（1970年7月まで）。
- 1974年3月 青山学院大学法学部教授退任、4月青山学院大学名誉教授、亜細亜大学法学部教授。
- 1976年10月 亜細亜大学大学院法学研究科委員長（1982年まで）。

### 学会・社会的活動
高等試験臨時委員、国際法学会理事、同名誉理事、学術奨励審議会科学研究費等分科審議会委員、国際法協会日本支部理事、アジア政経学会常務理事、同名誉理事、日本国際連合協会理事、日本国際政治学会理事、同名誉理事、日本国際問題研究所常任理事、日本学術会議会員

## 研究内容・業績
指導学生には下記人物がいる。
- 佐藤和男 青山学院大学名誉教授[5]
- 皆川洸 元一橋大教授
- 桑原輝路 一橋大名誉教授
- 細谷千博 一橋大学名誉教授
- 秌場準一 一橋大名誉教授[2][6]
- 大谷良雄 一橋大学名誉教授[7]
- 横川新 第12代成城大学学長[8]
- 経塚作太郎 中央大学名誉教授
- 田中守男 元防衛医科大学校副校長[9]
- 大平正芳 第68-69代内閣総理大臣
- 小島太作 元駐インド大使
- 武野義治 初代駐イスラエル大使
- 吉永榮助 一橋大学名誉教授
- 富樫総一 元労働事務次官[10]。

## 著作

### 著書
- 『支那の航行権問題』有斐閣 大東亜国際法叢書 1943
- 『日本の安全保障と国際法』有信堂全書 1959
- 『集団安全保障と日本外交』一橋書房 1960
- 『アジア外交と日韓関係』有信堂 文化新書 1965
- 『会津の葵 歌集』錦光出版 1982

### 共著編
- 『世界貿易憲章の諸問題』共著 東洋経済新報社 東洋経済講座叢書 1948
- 『最新国際条約集』編 富士出版 1949
- 『法学の知恵』編 井上書房 世相と法律シリーズ 1961
- 『現代の国際法』編 有信堂 1972
- 『現代国際関係論』編 有信堂高文社 1976
- 『国際関係論』横川新共編著 北樹出版 1978
- 『国際法講義』皆川洸共編著 北樹出版 1980

### 記念論文集
- 『変容する国際社会の法と政治 大平善梧先生還暦記念論文集』細谷千博, 皆川洸編 有信堂 1971
- 『寂かなる尾瀬 大平善梧先生喜寿記念』善以会 1982

### 論文
- 「在韓国連軍の地位」『アジア研究所紀要』第2号（1975年）
- 「北方領土問題覚え書」『亜細亜法學』第9巻第2号（1975年）
- 「領土の移転と住民の国籍――鑑定書 東京地方裁判所昭和四八年行ウ第二八号」『亜細亜法學』第11巻第1号（1976年）

## 大平善梧に関する参考資料
- 浅野豊美『帝国日本の植民地法制―法域統合と帝国秩序』（名古屋大学出版会、2008年、ISBN 4-815-80585-7）
- 「名誉教授大平善梧先生略年譜」『一橋論叢』第63巻第2号（1970年）
- 「名誉教授大平善梧先生著作目録」『一橋論叢』第63巻第2号（1970年）
- (大平善梧先生喜寿記念号)『亜細亜法學』第17巻第2号（1983年）